# Museo del Mare (Pescara)
Il Museo del Mare è un museo di Pescara.

## Storia
Il primo nucleo dei reperti del museo è composto dalla collezione privata di Guglielmo Pepe, direttore del vicino mercato ittico negli anni 1980, e per diverso tempo i reperti raccolti nel corso di decenni di attività furono esposti nel mercato. Nel 1999 venne decisa l'istituzione di un vero e proprio museo, che avrebbe trovato sede in una ex struttura scolastica adiacente al mercato. Nel 2013 vi fu una prima inaugurazione di uno dei tre piani che compongono la struttura, tuttavia oltre ad alcune esposizioni temporanee il museo non fu mai aperto stabilmente, e il blocco principale dell'edificio, che avrebbe dovuto avere la forma della nave, non venne realizzato. All'interno della struttura, chiusa al pubblico, trovano spazio uno scafandro da palombaro con relativa pompa, numerose conchiglie provenienti da tutto il mondo e sezioni dedicate a scheletri di cetacei del mediterraneo e tartarughe marine; due grandi scheletri di un capodoglio e di una balenottera, parte della collezione, furono spostati negli adiacenti locali del mercato ittico.